# Santuario di Santa Maria delle Armi
Il santuario di Santa Maria delle Armi è un complesso monumentale, di origine medievale, della Calabria. 
Si trova nel territorio di Cerchiara di Calabria alle pendici del monte Sellaro a 1015 m s.l.m. con vista sulla pianura di Sibari e sul golfo di Taranto.

## Origine del nome
Il titolo Madonna delle Armi deriva dal greco Των αρμων (Tōn armōn) ossia "delle grotte, degli anfratti", con riferimento ad alcune caverne del monte Sellaro.

## Storia
L'odierno santuario sorge su un antico sito monastico bizantino, alle pendici del monte Sellaro, anche noto come monte santo. Già nel X secolo si ha notizia nella Vita di san Saba di un monachus ascetarii Armon (un monaco proveniente dall'ascetario delle Armi) e, poco distante, dell'esistenza del celebre monastero bizantino di Sant'Andrea, guidato dagli abati (egùmeni) Pacomio e san Gregorio da Cerchiara.
Nel 1192 una ricca donazione in greco di un facoltoso cerchiarese, Gervasio Cabita, menziona, tra gli altri beneficiari, il monastero femminile di Santa Maria delle Armi e la sua chiesa.
Nel corso del XV secolo, dopo un probabile periodo di abbandono, la chiesa è di nuovo meta di pellegrinaggio.
Nel 1517 il vescovo di Cassano, Marino Tomacelli di Napoli, con bolla ufficiale, dona il giuspatronato della chiesa alla Universitas Civium Circlarii (l'allora comune di Cerchiara) per aver eseguito importanti lavori di ristrutturazione. Da allora anche i signori di Cerchiara, i principi Sanseverino di Bisignano e i Pignatelli di Cerchiara, incrementarono con le proprie offerte il complesso monumentale (da un edificio loggiato agli altari settecenteschi, dagli affreschi alla cappella della Madonna).
Al 1533 risale la costruzione, a partire dal santuario, di un complesso di strutture assistenziali. Il santuario è stato infatti una Pia Casa di Carità sino ai primi decenni del XVIII secolo, dedito soprattutto ad accogliere e istruire persone indigenti e orfanelli. In questo contesto, agli esposti accolti dal santuario vennero dati i cognomi Dell'Armi e Cerchiara.

## Leggenda della Sacra Pietra
L'antica leggenda vuole che nel 1450 alcuni cacciatori di Rossano videro una cerva infilarsi in una piccola grotta del monte Sellaro. Giunti al suo interno non videro più la cerva ma due icone lignee raffiguranti i Santi evangelisti. I cacciatori, meravigliati del prodigio, portarono le tavolette nella loro città, a Rossano. Qui però le tavolette sparirono ripetutamente per essere poi sempre ritrovate nel luogo del loro rinvenimento. Si decise quindi di edificare una piccola cappella che le custodisse. Durante i lavori, un fabbro indispettito da una pietra ovale, inservibile al suo scopo, la quale gli capitava sempre tra le mani, la ruppe con un colpo deciso. Questa si aprì in due: da un lato l'immagine della Madonna con il Bambino e dall'altra San Giovanni Battista. 
La prima è custodita gelosamente ancora in una cappella con marmi policromi all'interno della chiesa, l'altra fu trafugata e, secondo una tradizione, trasportata a Malta.

## Festa del 25 aprile
La festa religiosa della Madonna delle Armi cade il 25 aprile. Caratteristica è la processione che, tra antichi inni alla Vergine, si snoda lungo i sentieri montuosi per poi far ritorno al Santuario. In questo giorno, numerosi devoti, dopo aver partecipato alle sacre funzioni, sono soliti sostare negli antistanti boschi, dove organizzando allegri bivacchi, danzano al suono di caratteristici strumenti. Questa festività è stata istituita nel 1846 a seguito di una grazia ottenuta dagli abitanti di Cerchiara per intercessione della Madonna: la salvezza del raccolto, messo in pericolo dalla calura. 
Il 25 aprile di quell'anno, i fedeli organizzarono una processione per chiedere l'intervento della Madre di Dio, che intervenne subito. Da allora, con apposito patto scritto, la gente festeggia la sua protettrice in questo giorno. La festività è inoltre denominata "Dei vinticinche", per distinguerla da quella che si tiene la domenica di Pentecoste, detta appunto "Vinticoste", in cui i fedeli usano festeggiare la Solennità con sagre di prodotti tipici.

## Gestione
Dal Cinquecento il santuario è gestito direttamente dai rappresentanti della comunità civica di Cerchiara. Nella migliore tradizione delle laiche fabbricerie, oggi viene diretto da una Fondazione riconosciuta e regolarmente iscritta all'elenco speciale della Regione Calabria.

## Descrizione
All'interno della chiesa, l'altare maggiore è del XVIII secolo. Ben più antichi sono gli affreschi che si celano dietro allo stesso altare, raffiguranti la Madonna e alcuni santi.
Nella cappella alla sinistra della navata centrale (nota oggi come Cappella Pignatelli), una lapide di marmo ricorda la sepoltura del principe Valerio Pignatelli di Cerchiara (Chieti, 19 marzo 1886 - Sellia Marina, 6 febbraio 1965), straordinario e discusso personaggio, autore, tra l'altro, di numerosi romanzi ambientati in epoca napoleonica, aventi come protagonista l'antenato Andrea Pignatelli di Cerchiara, ufficiale al seguito di Gioacchino Murat.

## Galleria d'immagini

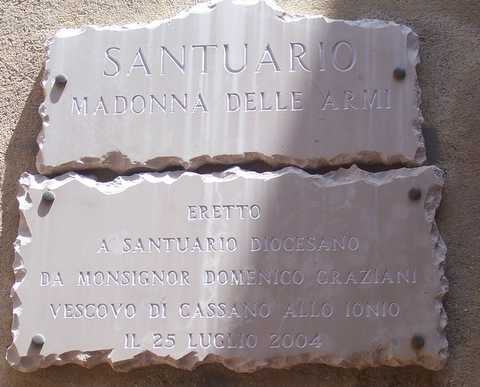
Santuario Madonna delle Armi a Cerchiara di Calabria
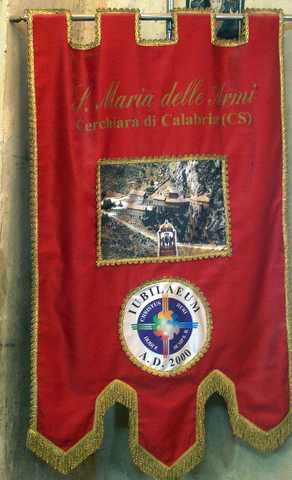
Gonfalone
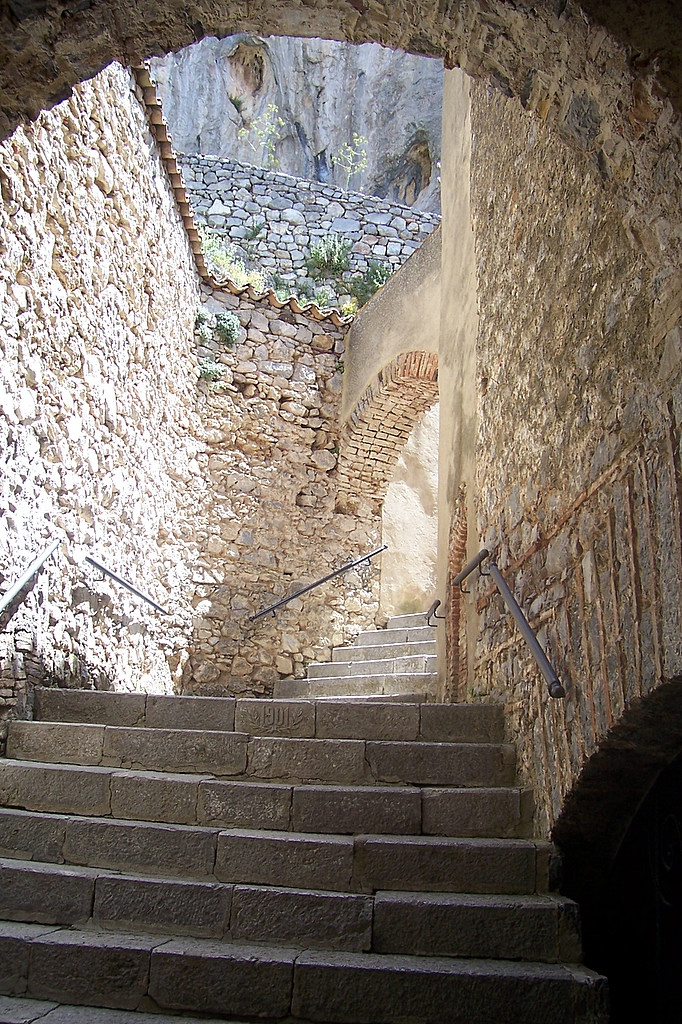
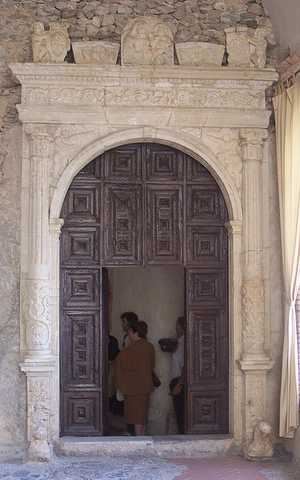
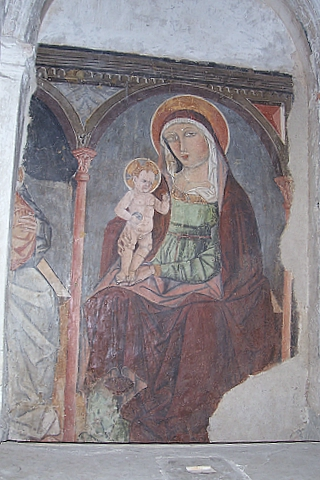
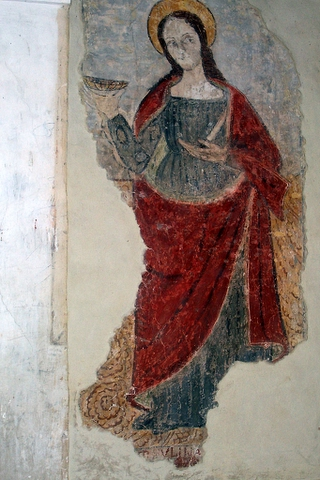
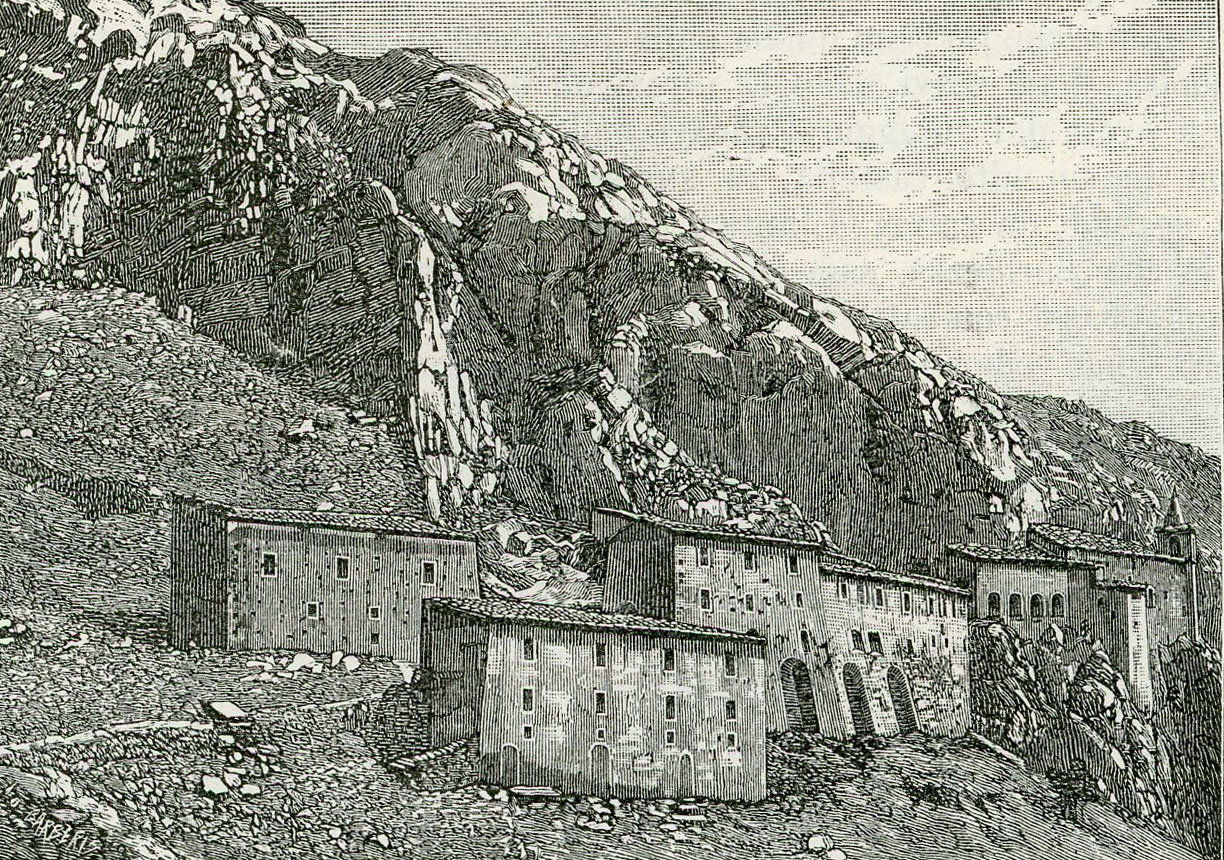
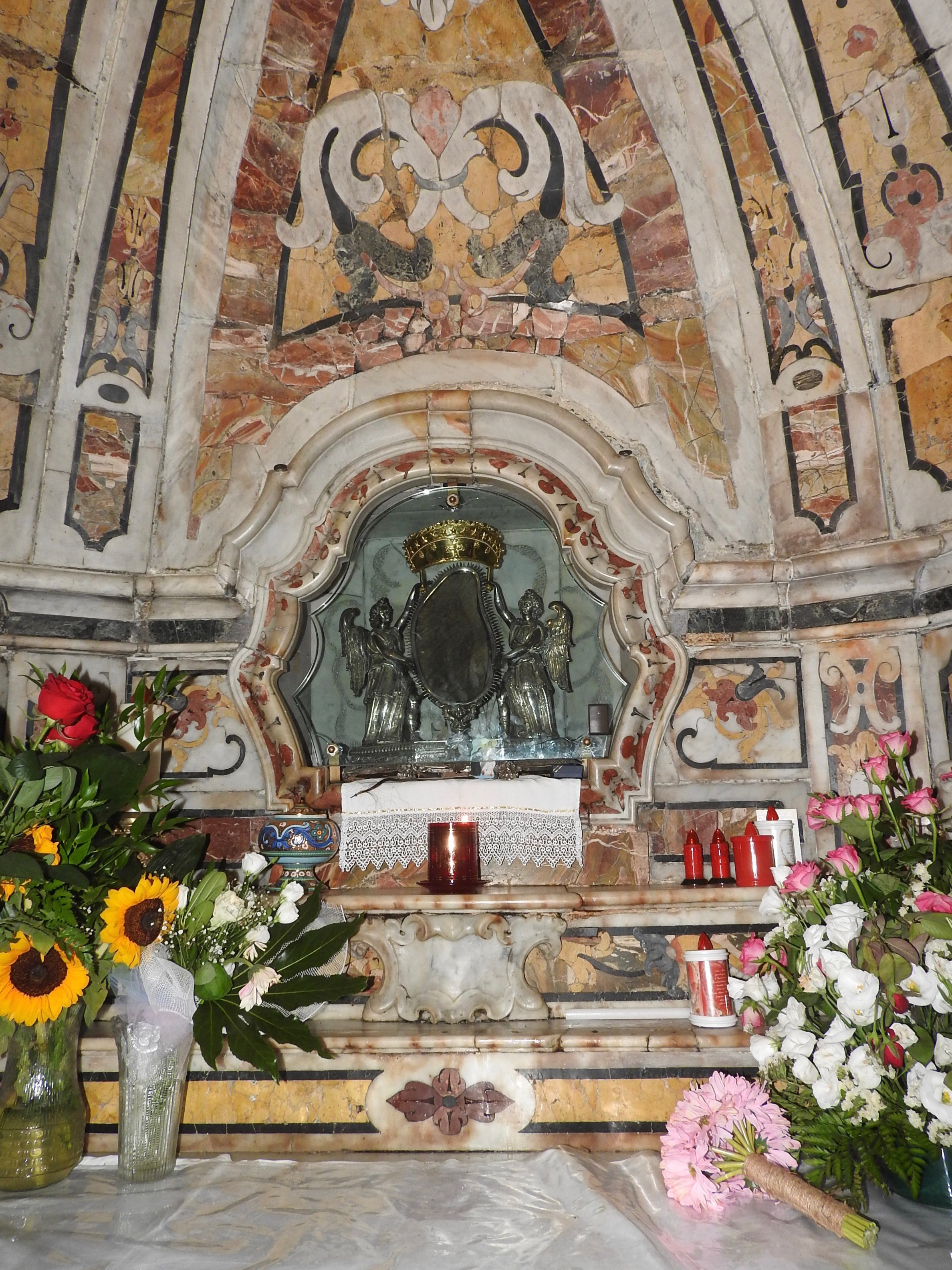
Interno della chiesa